# Edizioni Rizzardi
Edizioni Rizzardi è stata una casa editrice italiana ideata e diretta da Rizzardo Rizzardi e Loredana Rizzardi Vaccari in connessione al lavoro della loro Galleria a Milano.

## La storia - via Brera 6
Nel 1973 l’artista Cesare Peverelli propone agli amici Rizzardi di fare una sua mostra nella loro galleria in via Brera. Per l’occasione suggerisce di pubblicare non un catalogo ma una plaquette con suoi disegni accompagnati dai versi dell’amico Sanesi.
Con Peverelli ha inizio la ‘Piccola collana Rizzardi - Frammenti di arte e poesia’, che fra il ’73 e il ’77 include una raccolta di 27 plaquettes pubblicate in occasione di mostre di artisti contemporanei. Questi libretti con testi di poeti e immagini di artisti, presentano accostati ogni volta i due linguaggi di arte e poesia, con gli stili propri degli autori. La tiratura di testa (novantanove esemplari) contiene un’opera grafica originale (acquaforte, litografia o serigrafia) numerata e firmata; altri mille esemplari costituiscono l’invito alle mostre. Solo per citarne alcuni: De Vita/Guglielmi 1973, Vedova/Sanguineti 1974, Adami/Sanesi 1975, Spadari/Zavattini 1976, Scanavino/Malabarba 1977.
Fra il 1981 e il 1985 la Galleria Rizzardi edita, in occasione di mostre di disegni dei grandi maestri del '900, una nuova preziosa raccolta di 6 libri, con opere grafiche speciali di artisti contemporanei e con testi scelti dagli artisti stessi, sempre all’insegna di ‘parola e immagine’, sempre in edizione limitata. Questa collezione presenta nuove caratteristiche: la stampa in torchio realizzata dal maestro tipografo Luigi Maestri, l’impiego di carte di puro cotone, la scelta di caratteri tipografici, l’impaginazione. Le opere grafiche originali numerate e firmate contenute nei volumetti (novantanove esemplari), sono stampate dai migliori torcolieri italiani. Un'altra caratteristica di questa collezione è il rapporto di 'sodalizio' fra poeta e artista (Sanguineti-Baj), inteso talvolta come scambio di idee (Ballo-Dorazio), talvolta come scelta di filosofia (Veronesi-Platone).
Di quegli anni le mostre di Lucio Fontana 1972, Cesare Peverelli 1973 e 1974, Edmondo Bacci 1974, Emilio Vedova, Alik Cavaliere, Pietro Cascella 1975,  Maurice Henry 1975, Giò Pomodoro 1976, Giorgio Morandi 1982, Andy Warhol 1983, Arnaldo Pomodoro 1985, solo per citarne alcune.

## La storia - via Solferino 56
Nel 1987 la Galleria Rizzardi si trasferisce in via Solferino.
Uno spazio tranquillo, all’interno di un cortile di un palazzo della fine dell’800 a ridosso delle Chiuse di Leonardo.
Anche qui i Rizzardi continuano a presentare mostre d’arte contemporanea ma privilegiano l’attività editoriale con ‘Le Edizioni Rizzardi - Arte e Cultura’, che includono quattro collezioni: Le favole esopiane nei testi della tradizione; Sodalizio artistico letterario; Storie di amore; Unici.
I caratteri originali di questi libri sono una rigorosa ricerca letteraria e testuale, l’opera grafica numerata e firmata di un importante artista contemporaneo, il rigore tipografico, la stampa in torchio e l’impiego di carte di puro cotone.
Il nuovo spazio viene inaugurato il 12 novembre con una mostra di sculture di Arnaldo Pomodoro insieme a disegni di Mimmo Paladino e con la presentazione di due nuovi libri: Paolo Volponi, Lungo la traccia, con una calcografia di Arnaldo Pomodoro e Esopo, Il lupo e l’agnello, con una incisione di Mimmo Paladino.
I felici incontri con Francesco Leonetti, Paolo Pietroni, Antonio e Rosemary Porta, Gianni Versace, Laura Fraboschi, Nora Parini, Emilio Isgrò e Arnaldo Pomodoro creano nuove aperture, nuove opportunità di lavoro.
I Rizzardi promuovono mostre, incontri e eventi coinvolgendo artisti, poeti, letterati e intellettuali come, nel 1988 al Piccolo Teatro Studio, la presentazione di due libri sulle favole di Esopo, La cicala e la formica e la mosca e la formica e Il lupo e l’agnello. Per l’occasione, sotto la direzione di Giorgio Strehler, si udirono le vive voci di attori insigni, Tino Carraro, Giancarlo Dettori, Andrea Jonasson, Giulia Lazzarini e Gino Zampieri, esercitarsi su Esopo. E nel 1989 al Teatro alla Scala, nell’interpretazione di Gabriele Lavia e Monica Guerritore, Poetica-Mente-Milano con una acquaforte di Luca Crippa: piccola antologia con 34 poesie su Milano di 20 poeti contemporanei a cura di Antonio Porta e Giovanni Raboni, pubblicata dalle Edizioni Rizzardi per il Premio Internazionale Leonardo patrocinato dal Comune di Milano per sancire il rapporto fra arte e scienza.
A partire dal 1990, su suggerimento di Emilio Isgrò, i Rizzardi propongono I Giovedì della Galleria Rizzardi. L’invito recitava: ‘Il primo giovedì di ogni mese la Galleria Rizzardi propone ai suoi amici un particolare avvenimento di arte e di cultura. Non un libro, ma una pagina. Non una mostra, ma un quadro. Non un film, ma un’immagine. Per parlarne insieme’.
Sono di quegli anni, fra le altre, la mostra di Luigi Ontani con il libro Esopo, La cicala e la formica e la mosca e la formica con un’acquaforte di Luigi Ontani 1988; la mostra di Ernesto Tatafiore 1988 con il libro Esopo, Il topo di città e il topo di campagna, con una acquaforte di Ernesto Tatafiore; la pubblicazione e presentazione del libro L’anello immaginario, Storia di amore (1333-1988), con una tavola di Giulio Paolini 1989; la mostra di Emilio Isgrò 1990; le pubblicazioni e presentazioni di Ero e Leandro, con una tavola di Michelangelo Pistoletto 1990, Notturno, con una acquaforte di Mimmo Paladino 1992, Tempo di migrare, con una litografia di Jannis Kounellis 1993, Canti Carnascialeschi, con una calcografia di Emilio Isgrò 1994, Esopo, Il leone e il topo, con una acquaforte di Mario Schifano 1995, Il tempo della povertà, con una serigrafia di Carla Badiali 1996.
I libri delle Edizioni Rizzardi sono presenti in numerose importanti collezioni private e pubbliche.
Museo del '900 Milano, Civica Biblioteca d'Arte Castello Sforzesco Milano, Biblioteca Comunale Milano Palazzo Sormani, Biblioteca Nazionale Braidense Milano, Archivio del Moderno Balerna (CH), MART - Museo di arte moderna e contemporanea di Trento e Rovereto, Biblioteca Panizzi Reggio Emilia, Gabinetto dei Disegni e delle Stampe del Museo di Castelvecchio Verona, Tipoteca Museo della Stampa e del Design Tipografico Cornuda (Treviso), Fondazione Giorgio Cini Venezia, Fondazione Palazzo Albizzini Collezione Burri.
La storia dei Rizzardi, che si conclude nel 1997 per ragioni famigliari, è il felice racconto di un lungo percorso artistico nato dal loro amore per l'arte, per la poesia, per la cultura, per il bello.

## La marca editoriale
La marca editoriale riporta lo stemma della famiglia Rizzardi.

## Mostre e partecipazioni collettive
- 1992/93 - New York, The Museum of Modern Art. The Artist and the book in Twentieth Century Italy, October 15, 1992 - February 16, 1993[18]
- 1994 - Venezia, Peggy Guggenheim Collection. Libri d’artista italiani del ‘900, 23 marzo -22 maggio[19]
- 1994 - Gallarate (Varese), Civica Galleria d’Arte Moderna. Poesie di Settembre, V festival di Poesia, Pittura, Arte, Teatro - Libri figurati d’Autore, una mostra delle Edizioni Rizzardi, 20 - 27 settembre[20]
- 1995 - Milano, Sala Teresiana, Biblioteca Nazionale Braidense. Anni ’90. Arte a Milano. Mai più ripararsi dietro le virgole, 6 aprile - 8 maggio[21]
- 2000 - Biblioteca Comunale di Milano, Palazzo Sormani, Libri figurati d’autore, una scelta tra le opere acquisite 1991- 2000, 11 maggio - 3 giugno[22]
- 2001 - Milano, Biblioteca di via Senato. Arnaldo Pomodoro, Le opere e i libri, settembre - ottobre[23]
- 2002 - Biblioteca Panizzi, Libri d’Artista. Recenti acquisizioni, 26 settembre - 21 novembre[24]
- 2006 - Lugano, Associazione Biblioteca Salita dei Frati, Edizioni Rizzardi, 4 marzo - 22 aprile[25]
- 2011 - Milano, Castello Sforzesco, Da Kandinsky a Warhol, 7 luglio - 25 settembre[26]
- 2017 - Milano, Museo del ‘900, Rizzardi. Libri d'artista. Trent’anni 1967-1997 dalla Galleria alle Edizioni, 9 novembre 2017-12 febbraio 2018[27]
- 2018 - Milano, Castello Sforzesco, Sale Viscontee, Novecento di Carta, 23 marzo-18 luglio[28]
- 2019 - Amici della Galleria d'Arte Moderna Villa Reale di Milano, Francesco Leonetti - Poesia e Musica - Video sui libri d'artista Rizzardi - Opere di Francesco Leonetti in connessione con l'arte, 22 maggio